# Zbenice
Zbenice település Csehországban, a Příbrami járásban. Zbenice Bukovany, Pečice, Cetyně, Vrančice, Těchařovice, Chraštice és Svojšice településekkel határos. Lakosainak száma 133 fő (2024. január 1.).

## Népesség
A település lakosságának változását az alábbi diagram mutatja:
| Lakosok száma | 333  | 320  | 283  | 206  | 140  | 117  | 126  | 133  | 131  | 133  |
|               | 1869 | 1890 | 1921 | 1950 | 1980 | 2001 | 2017 | 2019 | 2022 | 2024 |